# Михаило III Аморијац
Михаило III Аморијац (грч. Μιχαήλ Γ΄; 19. јануар 840 — 867), познат и као Михаило Пијаница, био је византијски цар од 842. до 867. године. Био је последњи владар из Аморијске династије. У току његове владе 843. је обновљен култ икона, чиме је окончан други период иконоборства, а Византинци су послали прве мисионаре Моравцима и Бугарима.
Михаило је рођен 19. јануара 840. године као други син цара Теофила и његове супруге Теодоре. Пошто је Теофилу умро старији син Константин, млађи Михаило је крунисан за очевог савладара недуго по рођењу.
Теофило је преминуо 842. године, а царица-мајка Теодора је потом формирала регентство које је требало да влада у име малолетног цара. Најзначајније дело овог регентства, у коме је главну улогу имао евнух Теоктист, било је обнова култа икона 843. године. Патријарх Јован Граматик, водећи теолог из иконоборачког табора, је смењен и нови првосвештеник је постао Методије I.
Како је одрастао, Михаило је желео да самостално преузме власт и савезника је нашао у ујаку Варди. Прво је поставио Варду за цезара, а затим су ујак и сестрић заједнички извели удар на регенство: Теоктист је убијен крајем 855. и млади цар је званично започео самосталну владу 15. марта 856. године. Наредне 857. царица Теодора и њене ћерке су натеране да се повуку у манастир.
Михаило и Варда су 858. затим натерали на повлачење и строгог аскету, патријарха Игњатија, а на његово место су довели ученог лаика Фотија. Игњатијеве присталице су се обратиле за помоћ папи Николи I који је 863. анатемисао Фотија због неправилног избора на патријаршијски трон. Након тога, започео је још један велики црквени раскол између Рима и Цариграда (Фотијева шизма).
Захваљујући утицају Варде и патријарха Фотија, Михаило је успешно владао. Млади цар је лично предводио војску против Арапа током похода у Малој Азији (856, 857, 860), али је тек Вардин рођени брат Петрона успео да 863. однесе вредну победу над мелитенским емиром. Цар је и 860. лично преузео одбрану Цариграда који су напали пагански Руси. Византинци су успели да одбију руске бродове али су са Русима склопили трговински споразум. У самом Цариграду, Варда је на Магнаварском двору обновио Цариградски универзитет који је основао још 425. Теодосије II, а који је наводно потпуно пропао почетком 7. века у време Фокине владе.
Један од универзитетских предавача био је и Константин (монах Ћирило) који је заједно са својим братом Методијем прво упућен Хазарима, а затим и Моравцима. Иако је мисија јудејским Хазарима пропала, солунска браћа су 863. адаптирале грчко писмо у глагољицу и превеле службене књиге на словенски језик. Поред христијанизације далеке Моравске, Михаило је спровео и покрштавање Бугарске. Да би пресекао утицај франачких мисионара, Михаило је предузео поход на Бугарску и натерао кана Бориса да прими хришћанство. Касније ће ученици Ћирила и Методија наћи отворена врата и заштиту управо код Борисовог сина Симеона.
Док је цезар Варда водио државничке послове, млади Михаило се препуштао пијанкама, коњским тркама и љубавним авантурама. Један од његових најближих дружбеника био је снажни коњушар Василије Македонац кога је Михаило временом узнео до једног од својих најутицанијих дворана. Пошто је био ожењен бешчедном Евдокијом Декаполитисом, Михаило је био у вези са Евдокијом Ингерином коју је, зарад одржавања привида, удао за Василија. Ђудљиви цар је затим под утицајем скоројевића Василија погубио ујака Варду у априлу 866. године. Већ у мају 867. Василије Македонац је усињен и проглашен за савладара од стране Михаила III.
У браку са Евдокијом Ингерином Василије је добио сина, будућег Лава VI Мудрог, за кога се у јавности веровало да је у ствари Михаилов биолошки син. У том случају, усињење Василија Македонца је можда имало за намеру да обезбеди престо Лаву као Михаиловом сину. Међутим, у септембру 867. Василије је на спавању убио Михаила III. Након тога, Василије је без потреса преузео престо и, као што ће се показати, основао је најдуговечнију византијску династију - Македонску династију. У каснијој византијкој традицији, како би се оправдала Василијева узурпација, Михаило III је представљен као оличење неодговорног, ћудљивог и суровог владара.

## Повратак икона
Наследник Теофилов, његов сив Михаило III, био је дете; 842, кад му је отац умро, имао је једва три до четири године. Зато је Теодора као некад Ирена, предузела намесништво за време малолетства младога владара. Код себе, да би је саветовали, задржала је главне министре претходне владе, логотета Теоктистоса, који је имао великога утицаја на царицу, и магистра Манојла. Обојица су били побожни људи, тајно одани, као и сама царица, обожавању икона, а такође и паметни људи, које је с разлогом бацало у бригу сувише дуго трајање једног бескорисног и опасног сукоба: они, дакле, сасвим природно, наумише да поврате православље. Па ипак, и поред њиховога наговарања, царица изгледа да се с почетка помало устезала да пође за њима. Теодора је врло волела свога мужа, и задржала је побожну оданост спрам његове успомене; а затим, плашила се да ће то предузеће наићи на тешкоће. Али сва њена околина трудила се да је убеди; мати, браћа, наваљивали су својим саветима. Узалуд је василиса примећавала:
Мој муж, покојни цар, био је паметан човек; знао је шта приличи радити; ми заиста не можемо да бацимо у заборав његову вољу.
Представише јој опасност стања, непопуларност којој се излаже ако се упорно држи политике Теофилове; плашили су је револуцијом у којој би се срушио престо њенога сина. Њена ју је побожност уосталом храбрила да послуша савете који су јој са свих страна давани. Она се реши.
У Цариграду буде сазван синод. Али да би могао лепо да сврши посао, требало се претходно ослободити патријарха. Јован, кога је Теофил 834. поставио на патријаршиски престо, био је стари учитељ владарев; уман, вредан, енергичан човек, он је изванредно служио царевим намерама: зато су га противници странке иконокласта мрзели. Проносили су глас да је мађионичар, називајући га »леканомантом« — што ће рећи врач, — новим Аполонијем, новим Валаамом; на његов рачун распростирали су најстрашније приче: како је, својим чинима, нашао начина да уништи цареве непријатеље; како је одлазио ноћу, мрмљајући тајанствене изреке, да скида главу бронзаној змији која је украшавала хиподром, и како је у својој кући у предграђу начинио једну подземну ђаволску пећину, где је уз припомоћ пропалих жена, обично ретке лепоте, и од којих су неке, ради што веће саблазни, биле калуђерице посвећене ђаволу, призивао демоне нечистим жртвама, и испитивао мртве, да од њих дозна тајне будућности. Ма како стајало с тим причањима, Јован је био човек вишега духа, јаке воље, и тиме њима на сметњи. Да би га се отарасили, позваше га да пристане на успостављање православља или да дâ оставку, а изгледа да су војници којима је дато да поднесу првосвештенику тај ултиматум, извршили налог доста сурово. Било како било, патријарх је смењен и затворен у један манастир; а како се, разјарен због свога пада, усудио да испољи своје рђаво расположење, нагрђујући иконе у манастиру који му је служио за пребивалиште, био је на заповест регенткињину свирепо ишибан.
На његово место наместише једну од жртава претходне владе, Методија; и одмах поче општа реакција. Старањем владика, буде повраћено поштовање икона; изгнаници, заточеници, буду позвани натраг и дочекани с триумфом; затвореници буду пуштени на слободу и указана им је почаст као мученицима; на зидовима цркава опет се појавише побожне слике и, опет, као некад, изнад врата Халкејских, Христова икона, свечано повраћена, сведочила је о побожности становника царске палате. Најзад, 19. фебруара 840, једна побожна и величанствена церемонија искупила је свештенство, двор и варош. Целе ноћи, у цркви Влахерна царица се побожно молила Богу са свештеницима; у јутру, једна триумфална литија ишла је кроз Цариград; окружена владикама и калуђерима, кроз одушевљену гомилу, Теодора оде од Влахерна до Свете Софије и у Великој Цркви захвали Свемогућем. Побеђени, држећи воштаницу у руци, морали су присуствовати тој поворци која је осветила њихов пораз, и понизно се савити под анатемама којима их обасуше. Затим, у вече, у Светој Палати, василиса је давала гозбу првосвештеницима, и сви су били срећни због успеха њиховога предузећа. То је била светковина православља. И од тада, за сећање на тај велики догађај, и за успомену на блажену Теодору, сваке године, прве недеље поста, грчка је црква свечано прослављала успостављање икона и уништење својих непријатеља. Она то прославља још и данас са побожношћу и захвалношћу.
Револуција је и самим мртвима дала њихов удео. Победоносно вратише у престоницу остатке славних исповедника, Теодора Студита, и патријарха Нићифора, који су страдали за веру и умрли у далеком изгнанству. Цар и сав двор, држећи у руци воштанице, сматрали су за част да дочекају свете мошти, да побожно прате ћивот који су носили свештеници, и кроз огроман скуп народа да оду за њим до цркве Светих Апостола. И обрнуто, обесветили су гроб у коме је лежао Константин V и, не поштујући царско величанство, бацили су на ђубре остатке великога противника икона, а његовим саркофагом од зеленог мрамора, исецканим на танке плочице, обложили су ради украса једно одељење двора.
Оно што византијски историчари, којима дугујемо ове појединости, нису на несрећу умели да нам кажу, то је, како се та велика револуција могла тако брзо извести а да не наиђе по изгледу на врло озбиљне тешкоће. Једна је ствар, изгледа, нарочито томе допринела: то је умор који су сви осећали од једне бескрајне борбе. Али и други један обзир придобио је политичаре за решење које је Теодора извојевала. Ако је, са гледишта догме, победа цркве била потпуна, она се с друге стране морала одрећи воље за независношћу коју су испољили неколицина од њених најславнијих бранилаца. Према држави она је остала у потпуној потчињености; у погледу вере, царска је власт била над њом јача но икад. Тиме је, и поред успостављања православља, политика царева иконокласта донела плода.
За велико дело које је извршила, Теодора је заслужила да буде увршћена у светитеље источне цркве. Ипак, неизвесност да ли добро ради често је узнемиравала царицу у току вршења њенога задатка. Једна ју је ствар нарочито бринула. Она је, као што се зна, страсно волела свога мужа; није могла да се помири с тим да и њега обухвате оне страшне анатеме које су погађале гониоце икона. Кад су дакле оци сакупљени у синоду дошли да од њене благонаклоности измоле успостављање светих икона, она је у замену за њен пристанак тражила од њих једну милост: то је да опросте грехе цару Теофилу. А како је патријарх Методије приметио да, ако црква и има неоспорног права да опрости живима који се кају, она ништа не може за једнога човека који је очевидно умро са смртним грехом на души, Теодора измисли једну побожну лаж. Она изјави да се василеус у последњем часу покајао за своје грехе, да је побожно ижљубио иконе које је жена била принела његовим уснама, и да је као добар хришћанин предао душу у божје руке. Владике се нису дале молити да прихвате ту поучну причу, тим пре што су осећали да ће по ту цену добити успостављање православља; и, повиновавши се жељи регенткиње, решише да целе недеље, по свима престоничким црквама, читају молитве за спас душе покојнога цара. Теодора је и сама узела учешћа у тим обредима и замишљала да ће тако измолити милост божју за грешнога владара који се покајао.

## Царица мајка Теодора
Легенда је доцније много улепшала дирљиву анегдоту о супружанској љубави Теодориној. Причало се да су страшни снови предсказали царици какав удес прети њеноме мужу. Она је видела Богородицу како, држећи у наручју Христа, седи на престолу окруженом анђелима, зове пред свој суд василеуса Теофила и даје га свирепо шибати. Други пут, учинило јој се да се налази на Константиновом форуму, и да је одједном велика гомила прекрилила трг, и да пролази једна поворка људи који носе справе за мучење, и да усред тих људи, сасвим нагог и у ланцима, вуку несрећног Теофила. Сва уплакана, Теодора је ишла за гомилом и с њом стигла на трг, који је био код двора, пред вратима Халкејским. Тамо је седео на престолу један човек, велики, страшна изгледа, са строгим изразом судије. Онда га царица, бацивши му се пред ноге, замоли да се смилује њеноме мужу, а човек одговори:
Жено, велика је вера твоја. Због твоје побожности и твојих суза, и из обзира према молитвама мојих свештеника, ја праштам твоме мужу Теофилу.
За то време, патријарх Методије, са своје стране, пробао је неке опите да би се уверио у намере провиђења. На велики олтар Свете Софије метнуо је један пергамент на коме је био исписао имена свију царева иконокласта; затим, заспавши у цркви, он виде у сну једног анђела који му је јављао да је цар нашао милости код Бога; и пробудивши се, и узевши пергамент са часне трпезе, он виде да заиста тамо, где је био написао име Теофилово, место беше неким чудом постало бело, у знак опроштаја.
Неколико се људи ипак показаше строжи од Бога. Живописац Лазар, један од најславнијих сликара икона, имао је десну руку одсечену, по заповести покојнога цара; и мада је, како тврди легенда, та одсечена рука неким чудом понова израсла, мученик је био озлојеђен на свога џелата, и на све царичине примедбе одговарао је упорно:
Бог није тако неправедан да заборави наше невоље и да укаже част нашем гониоцу.
На дворском ручку којим се завршила светковина православља, други један исповедник није се показао мање неприступачан. То је био Теодор Граптос, кога су тако звали, јер му је, за казну, Теофило дао усијаним гвожђем написати на челу четири погрдна стиха. Царица, старајући се да угоди мученицима, запита светога човека за име онога који му је досудио тако свирепе муке. Сада он одговори свечано:
За овај натпис, одговори он свечано, имаћу да тражим рачуна пред божјим судом од цара, твога мужа.
На тај непредвиђени испад, царица сва у сузама, обративши се владикама, хтеде да зна да ли они тако мисле да одрже своја обећања; на велику срећу, умеша се патријарх Методије, и не без муке њему пође за руком да стиша раздраженог исповедника и да умири царицу и изјави јој:
Наша обећања, постоје у целини, а презирање које неколицина показује спрам њих, ствар је без важности.
Али оно што, с друге стране, није безначајно, то је што се по овим анегдотама можемо уверити колико је људских и политичких обзира ушло у успостављање православља, и на колике су уступке савести пристајали подједнако лако и свете владике и благочестива Теодора.
Један хроничар тог доба је рекао:
Прва врлина, јесте имати православну душу.
Теодора је у потпуности имала ту врлину. Али она је имала и других особина. Византијски историчари хвале њен политички ум, њену енергију, њену храброст; они јој придају херојске речи, као ову, којом је задржала упад бугарскога краља: »Ако победиш једну жену, поручила му је она, твоја ће слава бити ништавна; али ако пустиш да жена тебе потуче, служићеш за подсмех целом свету«. У сваком случају, за четрнаест година, колико се она држала на власти, владала је добро. Свакако, као што се могло и очекивати, њена влада носила је доста побожно обележје. Врло поносита што је повратила православље, њој је исто тако лежало на срцу да победи јерес; на њену заповест Павликијанци су били позвани да бирају између преобраћања у веру и смрти, а како они не попустише, крв је потекла потоком по крајевима Мале Азије где су они били смештени. Царски инквизитори који су имали налог да укроте њихов отпор чинили су чуда: њиховим старањем више од сто хиљада особа погинуло је на мукама: озбиљна ствар, која је морала имати још озбиљнијих последица; бацајући те очајнике у наручје муслимана, царска влада спремала је себи велике несреће за будућност.
Али, с друге стране, побожна ревност којом је пламтела регенткиња, уливала јој је срећне замисли и она је била та која је прва приступила великом делу мисија које ће, неколико година доцније, однети еванђеље Хазарима, Моравцима и Бугарима. Њена је слава такође била што је у борби са Арапима имала неколико трајних успеха, и снажно угушила побуну Словена из Хеладе. Али нарочито се бринула да монархија стекне добру финансијску администрацију. Она се разумевала, кажу, у новчаним питањима, и, поводом тога, легенда прича једну доста забавну анегдоту. Цар Теофило био је једног дана на једном прозору двора, кад виде како у пристаниште Златног Рога улази једна велика и раскошна трговачка лађа. Известивши се чија је та лепа лаћа, он дознаде да је царичина. На тај одговор, цар је ћутао; али сутрадан, како је ишао у Влахерне, он сиђе на пристаниште, и пошто је наредио да се товар лађе истовари, он заповеди да се запали. Затим, окренувши се својим људима рече им:
Ви нисте знали, да је царица моја жена начинила од мене трговца!
Никад се досад није видео ни један римски цар да се бави трговачким пословима«. Било како му драго с овим догађајем, Теодора је знала да управља имањем државе не мање добро него својим. Кад је сишла с власти, она је у ризници оставила знатне резерве. И по свему томе, она би без сумње била доста велика владарка, да није било дворских сплетака и супарништава, који се увек брзо створе под владом једне жене, и да није било беднога сина кога јој је Бог дао.

## Михаило под регентством
Под регенством Теодориним прави председник владе био је логотет Теоктитос. То је био човек доста осредње вредности, неспособан и увек несрећан војсковођа, политичар обичне памети, хладнога карактера, мрачан и груб. Мало симпатичан и мало вољен, он се држао благодарећи наклоности коју му је указивала царица. Постигао је чак да се настани у самом двору, вршио је неки чудан утицај на царицу, и уживао толико њено поверење, да су се по Византији ширили доста ружни гласови о природи односа које је министар одржавао са василисом. Знало се да је славољубив, памтило се са каквом је грозничавом журбом, на вест о једној тобожњој револуцији на двору, оставио војску на Криту, да би дошао и мотрио догађаје у престоници; сумњало се да тежи за престолом, и ишло се дотле да се говорило како је Теодора, потпомажући његове жеље, помишљала да се уда за њега, или да му да коју од својих кћери, готова, да би му прокрчила пут ка власти, да збаци, као што је некад учинила велика Ирена, или да дâ ослепити свога рођеног сина. У сваком случају врло дубоко одан регенткињи и свемоћан над њеним духом, логотет се трудио да изазове неповерење према свима саветницима који су делили власт с њим.
Брзо је успео да својим сплеткама удаљи своје супарнике. Магистар Манојло, који је био, са Теоктитом, тутор младога Михаила III, био је оптужен да склапа заверу против царске породице, и приморан да дâ оставку на своје звање. Царичина браћа, Петронас и Вардас, била су опаснија, други нарочито, чији је виши ум био удружен са крајњим недостатком сваког устручавања и моралности. С пристанком саме Теодоре, Вардас је био, под неким изговором, удаљен са двора, и логотет је мислио да је коначно себи осигурао власт. Он није био предвидео да има да рачуна са младим царем.
Ову смену на престолу искоришћавају Арабљани. Они већ 846. године продиру до самог Рима, док Неретљани продиру до самих Млетака и пљачкају лагунски град Каорле.
Михаило III је заиста растао, и растући показивао се бедан. Узалуд су се његова мати и министар трудили да му даду одлично васпитање; узалуд су га били поверили старању најбољих учитеља, окружили га најбољим друговима; легенда именује међу друговима царевићевим Ћирила, који је доцније имао да постане апостол Словена. Све је било узалудно: суштина је код Михаила била рђава. У петнаестој, шеснаестој години — то су године које је тада имао — он је нарочито волео лов, коње, трке, представе, борбе атлета, и он сам није се устручавао, да се у дворском хиподрому попне на коња и да се покаже пред својим пријатељима. Његов приватан морал био је још незгоднији. Он се дружио с најгорим друштвом, проводио у пићу до неко доба ноћи; имао је једну признату милосницу, Евдокију Ингерину.
Теодора и Теоктитос мислили су да, под таквим условима, има само једна ствар да се уради, а то је да се млади цар што пре ожени. Опет су, по обичају, весници са двора обишли провинције, да у Цариград доведу најлепше девојке из монархије: међу њима буде изабрана Евдокија, кћи Декаполита, и одмах крунисана за василису. Али после неколико недеља, Михаило III, брзо заморен од своје жене и брачног живота, врати се својим навикама» својим пријатељима, својој милосници, и продужи своје лудорије. И без сумње, треба се чувати да се дословце приме сва смешна и гнусна дела која византијски историчари придају Михаилу III: хроничарима оданим дому македонском сувише је ишло у рачун да извине и оправдају убиство које је довело на престо Василија I, а да не дођу у искушење да мало оцрне своју жртву. Али и поред овог ограђивања, сигурне чињенице сведоче колико је било безумља у владању кукавног цара. Стално окружен лакрдијашима, развратницима, дворским будалама, он је проводио време са својим недостојним друговима у смешним или скаредним лакрдијама, саблажњавао двор својим досеткама рђавога укуса, у којима није поштовао ништа, ни породицу ни веру. Једно од његових великих разонођења било је да своје пријатеље облачи као владике; један би представљао патријарха, други митрополите; сам царевић узео би титулу владике колонејског и, тако обучени, они су ишли као маскарада кроз варош, певајући срамне или смешне химне, пародишући црквене церемоније. Једнога дана, да би; радио као Христос, Михаило оде на ручак код једне сироте жене, унезверене што тако неочекивано дочекује василеуса; други пут, кад је срео на путу патријарха Игњатија и његове свештенике, цара је забављало да му приреди једну мачију музику, и са својом свитом од лакрдијаша дуго га је пратио, певајући му код ушију развратне песме, уз пратњу таламбаса и добоша.
Затим је са својом мајком правио глупе шале. Једнога дана јави јој да се патријарх налази у двору, и да би она без сумње била срећна да добије његов благослов. Побожна Теодора журно дотрча, и, заиста, у великом Златном Триклиниуму она нађе првосвештеника где седи на престолу, са капуљачом спуштеном на лице, који је изгледао, ћутећи и озбиљан, удубљен у дубока размишљања. Регенткиња паде пред ноге светом човеку и мољаше га да је удостоји и да помисли на њу у својим молитвама, кад одједном патријарх устаде, обрне се на петама, покаже царици леђа… и треба видети у тексту хроничара шта је пустио у лице Теодори. Затим, окренувши се и изјави:
Нећете рећи, Госпођо, изјави он, да се чак ни у том нисмо постарали да вам учинимо част.
Забацивши капуљачу, патријарх показа лице: тобожњи патријарх није био нико други до царев најмилији будала. На ту досетку лепога укуса, Михаило прште у смех. Теодора, срдита, обасу свога сина клетвама:
Ах! неваљало дете! Бог је данас уклонио своју руку од тебе!
Михаило изиђе из дворане у сузама. Али, и поред ових грубих непристојности, тутори нису смели да се умешају, и чували су се да не покуде василеуса, било што су му претерано гледали кроз прсте, било што су мислили да ће тим попуштањем сачувати свој уплив.

## Василије Македонац
Вративши се из Патраса у Цариград, Василије понова оде код Теофилицеса у службу, кад га један непредвиђен случај приближи цару. Једнога дана, рођак Михаила III, патриције Антигон, син Вардасов, давао је у част свог оца свечан ручак; позвао је био много својих пријатеља, сенатора, угледних личности, и исто тако бугарске посланике који су се у пролазу десили у Византији. По обичају на византијским гозбама, при крају обеда дођоше хрвачи да разоноде госте својим вежбама. Онда Бугари, са својом уобичајеном разметљивошћу и може бити распаљени добрим ручком, почеше хвалити извесног атлета њихове народности, изјавивши да је то непобедив човек и да ће он савладати свакога ко му противстане. Ухватише их за реч: и заиста варварски борац обори све супарнике. Византинци су били доста понижени, и још више надражени, кад Теофилицес, државни функционер, који је био на ручку, поче:
Ја имам у служби једнога човека, који ће, ако желите, издржати борбу са вашим славним Бугарином. Јер заиста било би мало стидно за Римљане да тај странац оде кући, не нашавши достојног такмаца.
Примише; зовнуше Василија Македонца, Теофилицесовог коњушара; дворану брижљиво посуше песком да начине угодно земљиште за два борца, и борба поче. Снажном руком Бугарин се напреже да подигне Василија са земље и да га доведе да изгуби равнотежу; али још снажнији, Византинац, диже њега, окрете га живо око себе, и вештим хитцем, чувеним тада у борачким дворанама, баци на земљу свога супарника, онесвешћеног и прилично повређеног.
Овај подвиг привуче на Македонца пажњу дворских људи. А на неколико дана потом цар доби на дар од неког провинциског намесника, једног врло лепог коња; и одмах је хтео да га проба. Али кад се владар приближи животињи и хтеде да му отвори уста, да бу му прегледао зубе, коњ се ужасно пропе, и ни цар ни његови коњушари нису га могли савладати. Михаило III био је врло незадовољан, кад се умеша услужни Теофилицес:
Ја имам код куће, Господару, једнога младог човека врло вештог да рукује коњима; ако Ваше Величанство жели да га види, он се зове Василије.
Из двора одмах послаше по Македонца, и тада, »као други Александар на другом Букефалу«, по изразу једнога историчара, »као Белерофон на Пегазу«, он скочи на леђа животињи и за неколико тренутака сасвим је укроти. Василеус је био усхићен: није се смирио док му Теофилицес није уступио тог лепог момка, који је био тако добар коњушар и тако снажан борац. И горд својом тековином, он одведе Василија да га представи својој мајци Теодори и рече јој:
Ходите да видите, каквог сам лепог човека нашао.
Али царица, пошто је дуго посматрала новога љубимца свога сина, рече тужно:
Камо среће да никада нисам видела тога човека! Он ће уништити нашу лозу.
Теодора је имала право. Тај атлет, који је умео да се допадне женама, сад је имао да покаже да је способан и за друге ствари. Око 856. он је ступио у службу Михаила III: једанаест година доцније он је био цар.

## Цезар Вардас
У тренутку кад је Василије дошао на двор, Вардас, ујак василеусов, постајао је свемоћан.
Показујући се пун трпељивости за забаве свога сестрића, Вардас се поглавито трудио да задобије утицај над њим. Он је, благодарећи посредништву свога пријатеља великога коморника Дамјаноса, успео да га цар позове да се врати из иностранства, и врло брзо је постигао да постане потребан Михаилу III. Разуме се да је мрзео Теоктитоса, који је стајао као препрека његовом славољубљу; зато је непрестано подстицао василеусово неповерење спрам министра. Он га је плашио да логотет може спремити какав друштвени удар, чак се није устручавао ни да оклевета своју сестру, регенткињу Теодору, и да сину представи у најружнијој светлости владање његове мајке. Он је тако вешто удесио ствари, да поводом једног безначајног догађаја (реч је била о једном царевом личном пријатељу, коме је министар одбио неко унапређење) изби доста озбиљан сукоб између владара и Теоктитоса. То је било 856. Вардас, користећи се својом надмоћношћу, прионе још више да распали Михаилову мржњу: он му примети да њега држе у страни од послова; суровим доставама подстакао је његово самољубље. »Догод Теоктитос буде са Августом, говорио му је он, василеус ће бити без икакве моћи«; нарочито је нашао начина да га увери како му раде о глави. Против логотета би скована завера. Људи са двора били су већим делом придобијени у Вардасову корист; царевић је пристајао на све, и, против Теодоре и њеног љубимца, чак се и једна царичина сестра била удружила са Вардасом, својим братом. Атентат је дакле успео без великих тешкоћа.
Једног дана кад је по својој уобичајеној дужности Теоктитос пошао, са хартијама у руци, код регенткиње у аудијенцију, у галерији Лаузиакоса, која је била пред царичиним одајама, нађе Вардаса, који га је, не уставши пред њим, мерио са дрским изразом. Мало даље, он срете цара, који му забрани да уђе код Августе, и заповеди му да њему преда рапорт о дневним пословима; а како се министар, збуњен, устезао, василеус га нагло отера. Али док се он повлачио Михаило викну дежурном дворанину: »Затворите овога човека«. На тај позив Вардас се баци на логотета; овај побеже; Вардас га стиже, обори га на земљу, и узевши мач у руку, спреми се да одбије свакога когод би покушао да помогне несрећнику. Ипак не изгледа да су по сваку цену желели смрт Теоктитосову: цар је прво просто био заповедио да га под добром стражом одведу у трем Скила и да сачекају његове наредбе. На несрећу по логотета, на ларму која се била дигла, дотрчала је Теодора, расплетене косе, са оделом у нереду, вичући и тражећи свога љубимца, обасипајући псовкама, разјарена, свога сина и брата, викнувши претећим гласом да она забрањује да се Теоктитос убије. Можда је та њена брига упропастила несрећника. У околини Михаиловој били су се уплашили да ће га, ако узаживи, регенткиња врло брзо понова поставити на власт и да ће се он свирепо светити својим непријатељима; из мере опрезности решише да га погубе. Узалуд су неколико гардиских официра, оставши верни његовој личности, покушали да га бране; узалуд је сиромах човек, кријући се под намештај, покушавао да избегне ч своју судбину. Једним јаким ударцем мача, један војник, сагнувши се, пробурази му трбух. Вардас је победио.
Убиство првога министра био је непосредан удар за Теодору: она је то добро осетила. У метежу који је потресао двор, већ је била чула како долазе претећи гласови против ње: викали су јој да се чува, и да је то дан убистава. И зато је она, у своме гневу, одбила сва извињења која су јој нудили, све утехе с којима су јој прилазили; разјарена, трагична, она је на кривце, а нарочито на свога брата Вардаса призивала божанску освету, и отворено желела њихову смрт, Тим непомирљивим држањем она је најзад постала несносна; Вардас, чијем је славољубљу она уосталом сметала, реши да је се отараси. Прво јој одузеше ћерке, које затворише у један манастир, рачунајући да ће она убрзо драговољно отићи за њима. Како је она оклевала да се одлучи, позваше је да се повуче у манастир Гастрију. Не хотећи да уноси неред у државу узалудним одупирањем, она достојанствено сиђе са власти, пошто је званично предала Сенату суме које је њена добра финансијска администрација оставила као резерву у благајну. То је био крај њеног политичког живота.
У манастиру где је потражила склоништа Теодора је живела побожно, са својим кћерима, још дуго година, опростивши своме сину, код кога је чак, изгледа, опет доцније стекла поверење, увек огорчена на Вардаса, кога је с правом чинила одговорним за Теоктитосову смрт. Она је толико далеко ишла, она побожна и православна царица, да је склапала завере против тог омрзнутог брата, и покушала, у дослуку са неколико људи блиских двору, да га убије. То јој предузеће не испаде за руком, и чак изгледа да је зато била доста строго кажњена. У то време су јој, без сумње, узаптили сва добра и одузели почасти које су биле остале везане за њен царски положај. Да би је утешила у њеној несрећи судбина ће се доцније постарати да јој створи једног осветника, који је требало да задовољи њене мржње чак и преко очекивања. То је био Василије, славни оснивач династије македонских царева.
Убиство Теоктитосово, Теодорино повлачење од света, учинили су ускоро од њега правог поглавара владе; и једно за другим наименован за магистра и врховног команданта војске, ускоро за куропалата, најзад готово придружен царству са титулом Цезара, он је владао као господар под именом Михаила III.
И поред својих порока, Вардас је био човек одличних способности. Грамзиво славољубив, страсно жудан власти, богатства и раскоши, он је ипак желео да се покаже као добар администратор, строг судија, неподмитљив министар; и самим тим, и поред недостатка савести и његове дубоке неморалности, он је постао врло популаран. Врло уман, он је волео књижевност, интересовао се за науке. Њему припада част за оснивање славног университета Магнаура, где је позвао најчувеније научнике свога времена; ту се предавала граматика, филозофија, геометрија, астрономија; а да би подстакао заузимљивост професора и ревност ученика, Вардас је правио честе посете школи и пажљиво пратио рад. Он је међу своје присне пријатеље убрајао славнога Лава Солунског, великог математичара, чувенога филозофа и лекара, једнога од највећих духова IX века, и који је, као сви велики научници средњега века, уживао код својих савременика доста зао глас врачара и мађионичара. А без сумње, с друге стране, Вардас је саблажњавао варош и двор; са својом снахом одржавао је врло сумњиве односе, и то је чак био први узрок великоме сукобу који је букнуо између папског посланика и патријарха Игњатија, кад је првосвештеник сматрао за дужност да забрани свемоћном регенту приступ у Свету Софију. Али у главном и сами непријатељи Вардасови принуђени су да признају његове високе способности. Под. његовом управом постигнути су знатни војнички. успеси против Арапа; дрски напад на Цариград. који су покушали Руси био је снажно одбијен; а нарочито, уз припомоћ патријарха Фотија, Игњатијевог наследника, Вардас је постигао славу да успешно изведе велико дело хришћанских мисија, које је однело еванђеље Моравцима и Бугарима, под његовом заштитом су Ћирило и Методије, словенски апостоли, предузели велико дело, којим је читава једна раса била придобијена за православље.

## Особине цара
Док је Цезар тако владао, цар је продужавао да тера своје лудости. Он је расипао на смешне трошкове новац који су скупили његови родитељи; он је зачуђавао и вређао престоницу својим необузданим склоностима ка тркама и коњима. Дао је саградити једну величанствену шталу, украшену као двор најскупоценијим статуама, и тиме се више поносио него и сам Јустинијан што је сазидао Свету Софију. Живео је у друштву кочијаша, обасипајући их златом, уживајући да лично кумује њиховој деци; он сам у кочијашкој хаљини председавао је тркама хиподрома и често је, по нарочитој стази у палати Светога Мамаса, сам трчао, приморавајући царске великодостојнике да чине што и он и да узму боје циркуса, да би се с њиме такмичили за награду. И, да би поруга била још саблажњивија, једна икона Богородичина намештена на царски престо, заузимала је место василеуса и председавала светковини.
Кад се Михаило III проводио, никако није допуштао да га, ни под каквим изговором, ко узнемирава. Једнога дана кад је био на хиподрому, јавише му да су Арапи заузели азиске области, и како је гласник врховног заповедника са стрепњом очекивао, стојећи пред василеусом, владалачке заповести:
Али каква дрскост, узвикну одједном цар, доћи и говорити ми о тим стварима, кад сам ја сав заузет једном трком од највеће важности, и кад има да се реши да ли се десне двоколице неће сломити на завијутку.
Између границе Киликије и престонице постојао је неки систем сигнала ватрому, нека врста оптичке телеграфије помоћу које се могло хитно јављати о упаду муслимана: Михаило III даде га разорити, наводећи да то у дане свечаности расејава народ и да рђаве вести тако достављене сметају гледаоцима, растужујући их, да потпуно уживају у задовољству игре. Зна се већ о његовом разврату и шалама ко]е је измишљао са својом пратњом од дворских будала и лакрдијаша; зна се о његовом пијанству, које му је у историји стекло надимак Михаило Пијаница, и како је, после пића, не знајући више добро шта равнодушно говори, изрицао смртне казне или проналазио чисте лудости. Једини начин да му се неко допадне био је да се придружи тим чудноватим забавама, и, свако се на двору трудио да му угоди. Прича се да је и сам патријарх Фотије налазио да су царева увесељавања врло забавна и радо је, да би му угодио, пио за столом још више него он. У сваком, случају, Василије је брзо разумео да је ту начин да осигура себи срећу.

## Мисионарске мисије
Главна активност у покрштавању Јужних Словена почиње од средине IX века, и то под притиском извесних политичких догађаја. Моравски кнез Растислав, у сукобу с Францима, морао је да тражи савезника, на кога би се могао ослонити. Нашао га је у Византији. Христијанизација његових поданика од византијских повереника била је само једно средство за чвршће везе и једна гаранција Византији за продужење њеног утицаја. Стога је његова понуда у Цариграду примљена радо и остварена брзо. Као цареви повереници и хришћански проповедници упућена су у Моравску, 863. год два брата Солуњанина, Ћирил и Методије. Избор је пао на њих из два разлога. Први је тај, што је Константин (Ћирил у калуђерству) био друг царев, њему лично одан, а сем тога врло учен и угледан. Он је био библиотекар у цариградској Св. Софији и учитељ филозофије. Већ дотле Константин се истакао својим залагањем за иконе и својим мисијама међу Сараценима и Хазарима. Методије, његов брат, био је раније управник једне словенске области, па се после одрекао световног живота и повукао се у манастир, одакле је пошао с Константином на Крим, међу Хазаре. Својим ранијим административним искуством са Словенима он је, поред брата, добро дошао за нову акцију у истом елементу. Други је разлог био у том, што су обојица познавала добро словенски језик, и што су, као Солуњани, долазили с њима и у ближи додир, и као такви најбоље могли знати, шта се понајпре има предузети за нову мисију и колико се могу користити претходним радом.
С њиховим радом у вези су и почеци словенске писмености. Легенде о Ћирилу и Методију казују, да су њих двојица, схвативши свој позив врло савесно, прегли да за Словене преведу потребне богослужбене књиге и да за изражавање словенске речи удесе погодна слова. Дотле код Словена или уопште није било писмености (него се помагаху рабошима, помоћу црта и резова), или су се, према подручју, употребљавала латинска и грчка писмена, подједнако непогодна да изразе многе особености словенске фонетике. Константин зато подешава за Словене нову азбуку. У главном узима и он грчко курзивно писмо с неколико знакова из њему добро познатих источњачких алфабета, и ствара тако ново словенско писмо звано глаголицу. Језик у Константиновим преводима је словенски јужномаћедонски диалекат, који је и у доцнијим преписима X и XI века задржао своје главне црте.
У Моравској је царево изасланство, с Ћирилом и Методијем, било врло усрдно примљено и почело је одмах с успехом, да делује, али не за дуго. Франци нису могли дозволити, да се један словенски кнез на њиховој граници тако лако одметне од њих и веже с Византијом, и стога су против Растислава употребили силу и нагнали га на покорност. Исто тако су узели енергичан став против нових проповедника и немачки свештеници, који су Моравску сматрали својим верским подручјем. Ћирил и Методије морали су ићи у Рим, да тамо објасне своје деловање. Ћирил (који се тек у Риму, пред саму смрт, закалуђерио и добио то име) направио је тамо леп утисак и добио је одобрење свог рада, али га лично није могао искористити. Умро је 869. год. и сахрањен је с много почасти у цркви Св. Климента, чије је мошти нашао на Херзону и пренео их у Рим. Методије, који је у Риму примио свештенички чин, вратио се натраг, али не више у Моравску, која је била у рату с Немцима, него у Панонију, кнезу Коцељу. Папа је дозволио словенску службу; тражио је само да се на миси апостол и еванђеље читају најпре латински, па онда словенски. У Панонији је Методије развио велику активност; ради ње је и постављен за врховног верског поглавара панонске цркве. Али ради ње је имао и неприлика. Немачко свештенство нерадо је гледало његов рад у својој домени и није презало ни од врло оштрих мера да Методија онемогући. Он је био затворен, одведен негде у Швабенланд и физички мучен. Спашен посредовањем папиним, Методије је морао поново прећи у Моравску, да ту и опет не буде поштеђен од нових незгода. Ширећи веру, преводећи цркви потребне књиге, Методије је ипак издржао на свом опасном месту све до своје смрти, 885. год. Према њему су, у последње време, можда ради папиних заузимања, Немци имали бар неких обзира; али кад је он умро против његових ученика диже се права хајка. Гоњени без икакве поштеде, чак продавани као робље, словенски пратиоци Методијеви, као и његови активнији ученици, морадоше за кратко време да напусте моравско подручје и да се спасавају како знају.
Као што су Моравци хтели, да се помоћу византијских свештеника заштите од немачког утицаја у духовном животу, тако су исто хтели и Бугари да се помоћу германских свештеника заштите од сувише блиске Византије. У поступку једних и других као да има везе. Можда је Византија своју мисију у Моравску и упутила онако радо, што је хтела да на тај начин одговори Французима за везе с Бугарима. Саме Бугаре присилила је Византија 864/4. год., једним војним походом, да прекине почете везе. Сам бугарски владар, Борис, прими хришћанство и по куму цару Михајлу узе његово име. Ширењем хришћанства Бугарска губи свој азијатски карактер, а ширењем словенске писмености добија постепено словенско обележје. Покушаји веза са западом, са Немцима и папом Николом I, постављени су у Бугарској и после покрштавања, али их је Византија увек знала пресећи на време.

## Велики штитоноша Василије
Он је вешто помагао у свему, пристајао на све и користио се свачим. Године 856. звање великог штитоноше остаде празно, пошто је његов власник био у завери против цара: то место доби Василије. 862. први коморник Дамјанос, стари пријатељ Вардасов, буде смењен, пошто се огрешио о поштовање према Цезару, са којим је био у завади: Василије наследи то место 6д поверења, које онога који га заузима доводи у тесну везу са владаоцем. Михаило III, уосталом, обожавао је свога љубимца;, он је говорио онима који су га хтели слушати да му је једини Македонац одан и веран служитељ. И зато га он начини патрицијем, и најпосле га ожени. У ствари, Василије је већ имао жену, Македонку као и он, која се звала Марија; василеус га примора да се разведе, и Марија би, са нешто новаца, испраћена у свој родни крај. После тога, цар ожени свога пријатеља својом милосницом Евдокијом Ингерином.
То је била врло лепа жена, којој је Михаило био милосник већ више година и коју је још једнако волео: и зато, кад ју је удавао, поставио је услов да је задржи за милосницу, и уговора су се тако тачно придржавали, да независни хроничари без увијања приписују цару очинство прва два детета Василијева. Дворски писци, природно ћутљивији у једном тако тугаљивом питању, напротив, радо су хвалили не само лепоту и љупкост Евдокијину, него још и њену мудрост и врлину; само њихово задржавање на томе показује да је то било једно болно место, мало тегобно за Македонски Дом. Василије једини изгледа да се без муке прилагодио томе неугодном положају; уосталом, имао је где да се утеши. Он је био милосник Текле, цареве сестре; и Михаило III затворио је очи на ту везу, као што је Василије затварао очи на прељубу своје жене. И то је био најлепши брак у четворо што се може замислити.

## Смрт Вардасова
Василије, може се мислити, није без рачуна показивао толику услужност. У томе македонском пустолову, тако добром дворанину и тако савитљивом, Вардас је добро прозрео скривено славољубље које себи крчи путеве. После пада Дамјаносова је он говорио својим пријатељима:
Ја сам отерао лисицу, али, на њено место, увео сам лава, који ће нас све прождерати.
И заиста, између љубимца и министра ускоро се заметну огорчена борба. Василије се трудио да убеди цара да му Цезар ради о глави: али се Михаило само смејао на те бесмислене оптужбе. Тада, да би дошао до циља, смутљиви Македонац потражи саучесника; он се нађе са Симватиосом, властитим зетом Вардасовим, и под најстрашнијим заклетвама достави му да му је цар, који га јако цени, врло наклоњен, али да се једини његов таст противи његовом праведном унапређењу. Кад то сврши, он продужи да сплеткари код цара, и, да би поткрепио своје изказе, он се позове на Симватиоса, који се, заведен и бесан, није устезао да се с Василијем закуне како Вардас заиста склапа завере. Јако поколебан тим изјавама, Михаило III мало помало помири се с мишљу да предузме кораке против министра. Али је Цезар био моћан; у Цариграду су га поштовали толико исто и још више него цара; преко свога сина Антигона, главног заповедника гарде, он је држао престоничке трупе; покушати у Византији удар против њега било је осудити се унапред на сигуран неуспех. Да би нашли згодну прилику, требало је удаљити Вардаса од његових присталица; наговорише дакле цара, да објави поход на Азију, против Арапа; дужан да прати василеуса, Вардас се тако без одбране предавао у руке својим непријатељима.
Цезар је био извештен о свима тим сплеткама и у његовој околини саветовали су му чак да се брани, да смело изјави како неће пратити цара са војском. Разуме се да су сујеверне душе откриле такође свакојаке злокобне предзнаке, који су предсказивали скори крај министров. Причало се како је у цркви, док је био удубљен у молитве, одједном осетио позади неку невидљиву руку, где му трза са рамена свечани плашт. Злослутно су тумачили неочекивани поклон који му је скоро била послала његова сестра Теодора: то је била једна одећа извезена златним јаребицама и која случајно није била довољно дугачка; погађачи су се сложили у томе да јаребица значи издајство, и да сувише кратко одело указује на скору смрт. И сам Вардас имао је узбуђујуће снове. Видео је себе како улази у Свету Софију поред цара, на дан једне свечане литије, и у апсиди цркве, одједном, спази Светога Петра где седи на престолу међу анђелима, и код његових ногу патријарха Игњатија како тражи правду против својих гонилаца. И апостол, пруживши мач једном службенику свом одевеном у злато, постави цара себи с десне стране, Цезара с леве, и заповеди да га ударе мачем. Али Вардас је био сувише паметан, сувише слободоуман, да би придавао много важности тим случајностима. А и цар и његов љубимац нису ништа штедели да му улију поверење и сигурније га увуку у клопку. Пре поласка, обојица одоше са Цезарем у цркву Свете Марије Калкопратије, и ту, у присуству патријарха Фотија, који прими њихову заклетву, обојица се свечано заклеше на Христову крв да се Вардас нема од њих ничега бојати. Готово убеђен, регент се реши да пође са двором: Василије, три пута кривоклетник, био је дошао до свога циља.
Хроничари наклоњени македонској династији све су учинили да оправдају Василија за злочин према Вардасу, и трудили су се да покажу како он није играо никакву улогу у томе озбиљном догађају. Истина је сасвим друкчија. Војска и двор били су прешли у Азију. Василије, са неколико завереника, са својом браћом, рођацима, присним пријатељима, које је придобио за своје планове, био је готов да приступи послу чим му цар буде издао заповест; и, да би убрзали догађај, његови саучесници и он подстицали су Михаилову злу вољу против његовога ујака, и указивали на дрскост Цезареву, чији је шатор био подигнут на једном брежуљку који је надвишавао царев шатор. Вардас је знао све о завери која се ковала; али, са лепим презирањем опасности, он је опомене својих пријатеља називао бесмислицама, и, верујући у моћ свога анђела чувара, рачунао је да се његови непријатељи неће усудити. Да би изгледао достојанственији, он обуче раскошно одело, и, на коњу, са многобројном свитом, оде рано ујутру, по обичају, цару на подворење. Василије га је чекао. Према његовом положају великога коморника, његова је дужност била да прими Цезара и да га уведе код василеуса, водећи га за руку. Ушавши под шатор, Вардас седе поред владаоца и започе се разговор. Тада једним погледом Михаило показа својим вернима да је тренутак дошао. На тај миг, логотет Симватиос изиђе из царског шатора и, начинивши на своме лицу знак крста, тим унапред уговореним покретом, извести убице и уведе их у дно шатора. Већ је Василије, стојећи иза Вардаса, и једва се уздржавајући, упућивао министру претеће покрете, кад се Цезар одједном окрете и разумеде. Осећајући да је изгубљен, он се баци пред ноге Михаилу, преклињући га да га спасе. Али Василије узе мач у руку; на тај знак завереници јурнуше, и пред очима неосетљивог или немоћног цара, они исекоше на комаде несрећног Цезара. Толико су се били окомили на тај раскрвављени леш, да су после једва могли покупити неколико безобличних остатака, који су сахрањени у оном истом манастиру Гастрији, где се Теодора, по заповести свога брата, морала некад повући.
Званично причање овог догађаја, очевидно састављено да оправда то подло убиство, тврди да су завереници, после дугог устезања, тако поступили само да спасу цару угрожени живот, и да је у тишми која је настала после убиства, Михаило III био изложен најозбиљнијој опасности. Али та прича није преварила никога. Без сумње, патријарх Фотије, добар дворанин, похитао је да честита цару што се извукао из тако велике опасности; народ, искренији, и који је волео Вардаса, викао је при пролазу владара:
Лепо си се провео на путу, василеусе, ти који си убио свога рођака и пролио крв својих сродника. Тешко теби! Тешко теби!

## Михаило и Василије владају заједно
Василије је победио. Неколико недеља доцније, дар, који није имао деце, усвоји га и подиже до достојанства магистра; мало после, он га придружи престолу.
На дан Духова 866. године народ с чуђењем виде да се дижу два престола у Светој Софији, и беспослени људи били су врло радознали шта то може бити, говорећи да има само један василеус. Све се ускоро разјасни. У уобичајени час, царска поворка уђе у саборну цркву: Михаило III ишао је на челу, у свечаном оделу; Василије је ишао за њим носећи знаке и мач првога коморника. Чврстим кораком владалац дође до иконостаса и стаде на највише степене; испод њега Василије застаде; ниже се наређаше царски секретар, велики начелник двора или препозит, поглавари стража, који су представљали званичан народ. И тада, у присуству двора и сакупљене гомиле, царски секретар прочита василеусов извештај:
Вардас Цезар, гласио је тај докуменат, склопио је заверу против мене да ме убије, и зато ме је одвео изван престонице. И да није било пријатељских опомена од Симватиоса и Василија, мене више не би било међу живима. Али он. је погинуо као жртва свога греха. Ја дакле наређујем да Василије, мој верни слуга, који чува моје величанство, који ме је ослободио мога непријатеља, и који ме воли, буде у будуће чувар и администратор моје царевине и да буде од свију поздрављан као цар.
Василије, врло узбуђен, проли сузе на ово саопштење, које га без сумње није изненадило. А Михаило, предавши своју сопствену круну патријарху, који је благослови, стави је затим на главу Василију, док су му начелници огртали плашт и обували црвене чизме. И народ повика по пропису:
Живели цареви Михаило и Василије.
Благодарност никада није била главна врлина Македончева. Како су његови дојучерашњи саучесници, нарочито Симватиос, захтевали свој део власти и почасти, пошто му више нису били потребни, он их, без устезања одгурну; и кад се они, незадовољни, побунише, он их строго казни за њихову побуну. Али са једним владаоцем као што је био Михаило, и благонаклоност најтемељнија на изглед, била је увек неизвесна: у толико више што су се многи дворски људи, суревњиви на брзо уздизање љубимчево, трудили да га изобличе код цара и да га увере како му његов нови друг ради о глави. Узалуд је Василије, да би сачувао његово поверење, чинио што треба, присуствовао царским гозбама, пијући с њиме, допуштајући му сваку слободу са његовом женом Евдокијом: са несталним и променљивим духом као што је био Михаилов, он се без престанка морао бојати за своју власт, па и за сам свој живот.
Он ускоро сасвим јасно осети опасност која му је претила. Једно вече, да би се прославила победа коју је василеус однео на тркама, давала се свечана вечера у палати Светога Мамаса. При крају обеда, један од присутних, патриције Василисцианос, кога је владалац радо гледао, поче честитати цару што је са толико вештине и среће терао своја кола. Онда Михаилу, већ мало пијаном, дође једна смешна мисао, као што су му често долазиле после пића, па рече патрицију:
Устани, скини ми моје црвене чизме и навуци их себи.
Овај је, збуњен, гледао Василија, као да тражи од њега савета; онда му василеус, планувши, заповедничким гласом нареди да сместа послуша; затим, окренувши се своме ортаку, рече му подругљиво:
Бога ми, изгледа ми да њему боље стоје него теби.
Потом поче да саставља стихове у част свога новога љубимца. Па је почео певати:
Погледајте га сви и дивите му се. Зар није достојан да буде цар? леп је; круна му лепо стоји; све се стекло да увелича његову славу.
Василије, огорчен, гутао је свој бес ћутећи; Евдокија, сва у сузама, покушавала је да уразуми Михаила, говоривши:
Велика је ствар, Господару, царско достојанство: не би га требало срамотити.
Али Михаило, све више пијан, одговараше смејући се:
Не брини ти о томе, ћерко. Свиђа ми се да начиним Василисцианоса царем.
Можда је и Теодора, која је, изгледа, опет била ушла у милост код сина, бушкала против Василија, и гледала да га обори. Тек, то стоји да је Македонац, осетивши како његов друг хоће да се отргне, сматрао да је време свршити с њиме. Да би оправдао тај последњи чин драме, Константин VII, унук Василијев, трудио се да нам представи Михаила у најцрњим бојама и, у једној жестокој оптужби, покупио је приче о свима његовим лудостима, о свима његовим скандалима, о свима његовим злочинима: ипак није смео да каже каквог је учешћа узео његов деда у убиству човека који је био његов господар и добротвор. И овде међутим истина није ни мало сумњива.

## Смрт
Дана 23. септембра 867. цар је вечерао у палати. Светог Мамаса. И поред достава које је добио против Василија, и поред мржње коју је сад осећао спрам свога некадашњег пријатеља, владар је позвао свој сто свога царског ортака и његову жену Евдокију. Као обично, цар је много пио, а знало се, да кад је пијан, он је способан за све. Василије тврдо решен да изврши намеру, био се већ од пре неколико дана споразумео са већином оних који су му некад помогли да се отараси Вардаса. Сматрајући да је час дошао, он изиђе, под једним обичним изговором, из дворане у којој је била гозба, и отишавши у царску спаваћу собу, развали браве својом атлетском песницом, да би онемогућио цару да се закључа; затим се врати на своје место за столом; по обичају, Евдокија се умиљавала на све могуће начине око свога милосника. Кад се, доста доцкан у ноћ, гости дигоше, сам Василије хтеде да придржи цара, који је посртао, одведе га у његову собу и на прагу пољуби му руку с поштовањем. Под стражом два верна служитеља, Михаило убрзо заспа; тада, са завереницима, Василије уђе у собу. Било их је свега осам. На тај нагли упад, коморник Игњат поче уплашено викати, покуша да се одупре: на борбену грају, василеус се пробуди и, одједном отрежњен, погледа. Онда Јован Халдиос, један од Василијевих пријатеља, извуче свој мач, и једним јаким замахом одсече обе руке цару; други један обори Василисцианоса; за то време остала дружина чувала је стражу на вратима, да би спречила војнике који су били на служби да притекну у помоћ своме господару. После овог удара, завереници се посаветоваше:
Ми смо му одсекли руке, рече један, али он је још жив: а ако он живи, шта ће бити с нама?
Онда се један од убица врати у собу где је Михаило, усправљен на постељи, сав обливен крвљу, јаукао и грдио своје убице, а нарочито Василија. Једним снажним ударцем мача човек му пробурази трбух, затим, поносито, дође да јави Василију да је овога пута све свршено.
Константин VII осетио је ужас тога трагичног и подлог убиства. У биографији свога деде коју је написао, он просто вели: »Цвет великаша и Сената погубио је цара у палати Светог Мамаса уз припомоћ неколико војника из гарде; и, поставши неосетљив у пијаном стању, он је без мука прешао из сна у смрт«. Крај Михаила III сасвим је друкчије свиреп и ужасан. Он је погинуо, ако не од руке, а оно на заповест самог оног кога је он начинио царем; и нагло отрежњен у последњем часу, он је могао за време својих страшних смртних мука да осети све вероломство онога Василија двоструког оцеубице, крвника свога законитог владара и свога поочима.
Мрачна предсказивања Теодорина била су се остварила: уклонивши све препреке које су га растављале од престола, Македонац је био цар. Журно, да би окончали резолуцију, прешавши преко Златног Рога, заузеше Свету Палату, и ујутру, прва брига новога господара била је да ту смести, са великим церемонијама, у одељења законите царице, своју жену Евдокију Ингерину, која је, до краја, била милосница Михаила III. Са њом се он, без стида, показао о божићњим светковинама 867. на улицама престонице, возећи се на раскошним колима у која су била упрегнута четири белца; неколико година доцније чак је имао од ње једнога сина, који је био његово прво законито дете, и затим још четири кћери. Душа македонског сељака, која је остала простачка, није се, као што се види, нимало узбуђивала таштом осетљивошћу.
И такав је он увек био. Василије је у своме животу срео три жене. Даниелида, матрона из Патраса, била је богата; она му је, с новцем, дала средства да се подигне: зато је он брижљиво чувао њену успомену и неговао њено корисно пријатељство. Евдокија је била царева милосница: он је услужно прими за жену, и услужно затвори очи. пред њеним неисправним владањем. Јер она је служила његовој амбицији, јер она му је била користан ортак; и зато ју је он, чак после смрти Михаилове, и поред нових саблазни њенога живота, увек задржао, осећајући да би династију изложио опасности кад не би имао за њу неисцрпна блага праштања. Најпосле Текла, сестра Михаила III, осећала је према лепом човеку Василију једну заљубљену слабост: спрам ње једине он се показао строг. Кад је доцније дознао да је узела другога милосника, старога пријатеља Цезара Вардаса, он даде човека на розге и нареди да жену свирепо ишибају. И то није био, као што би се на први поглед могло мислити, занос задоцнеле љубоморе код остарелог цара; практичан дух, Василије је у исто време конфисковао у своју корист Теклино имање.
Тако је он целога живота остао људска животиња, примитивна и сирова, са јаким страстима, грубим и сировим нагонима, као што је био годинама раније, кад је заснивао своју срећу; и то баца чудновату светлост на психологију тога оснивача династије. То је био славољубив човек, вешт и срећан, и исто тако велики политичар, који је својом владавином припремио византијској царевини два века славе и сјаја. То је увек била једна користољубива и ниска душа, без устручавања и без осетљивости, без захвалности и без части.
Дана 23. септембра 867. године царица Теодора се последњи пут јавља у историји. Кад су се, после смештања Василијевог у Свету Палату, постарали да изврше последње дужности према убијеном цару, изасланици василеусови, дошавши у палату Светог Мамаса, били су сведоци једног жалосног призора. Они нађоше леш Михаила III где лежи на земљи, просуте утробе, рђаво завијен у покривач једнога од његових коња, које је он много волео. Око тела неколико жена у жалости плакале су и молиле се Богу. То је била стара царица Теодора и њене кћери, које су дотрчале на вест о драми и које су побожно молиле милост божију за несрећника.